# Tierga
Tierga község Spanyolországban,  Zaragoza tartományban. Tierga Tabuenca, Mesones de Isuela, Illueca, Gotor, Jarque, Oseja és Trasobares községekkel határos. Lakosainak száma 177 fő (2024).

## Népesség
A település népessége az utóbbi években az alábbiak szerint változott:
| Lakosok száma | 247  | 221  | 198  | 189  | 197  | 197  | 190  | 186  | 179  | 177  |
|               | 2001 | 2004 | 2007 | 2009 | 2012 | 2014 | 2017 | 2019 | 2022 | 2024 |